# Résiste! (émission de télévision)
Pour les articles homonymes, voir Résiste (homonymie).
Résiste! est une émission de télévision québécoise de type magazine culturel qui porte sur le monde de l'art urbain et de la culture underground, diffusée depuis le 9 février 2021 sur la chaîne TV5 Québec Canada. Elle est animée par l'artiste visuelle montréalaise Gabrielle Laïla Tittley alias Pony.

## Synopsis
L'artiste visuelle et designer Pony parcourt le monde à la recherche d'artistes de tous genres qui font vivre la culture underground et l'art urbain dans leurs villes respectives. On y découvre des gens engagés, cultivés, généreux et dévoués qui sont attachés à leurs quartiers et surtout aux communautés peuplant leurs villes. Par leur art, ils tentent d'offrir à ces gens tantôt une raison de célébrer, de se retrouver ensemble, de questionner sur leur histoire et leur identité et tantôt d'attirer les projecteurs sur une cause qu'ils défendent ou sur une problématique sociale dont ils sont témoins et sur laquelle ils travaillent activement. En résulte un portrait sociodémographique réaliste et concret des villes visitées par Pony. On y découvre des artistes et des gens résiliants, qui malgré les épreuves, sont toujours inspirés et inspirants. Ils nous font aussi découvrir des recoins cachés de leurs villes à l'instar de ce que peut proposer une série comme Parts Unknown, la série culinaire d'Anthony Bourdain à laquelle Résiste! est souvent comparée.

## Épisodes
Chaque épisode de la série s'intéresse au monde de l'art urbain dans une grande ville du monde,.
1. La Nouvelle-Orléans
2. Londres
3. Détroit
4. Atlanta
5. Montréal

Le tournage de la série a été interrompu en raison de la Pandémie de Covid-19 et des restrictions de voyage qui en ont découlé.